# Пера, Патрик
Патри́к Пера́ (фр. Patrick Péra, род. 17 января 1949 года) — французский фигурист, двукратный бронзовый призёр зимних Олимпийских игр, семикратный чемпион Франции по фигурному катанию, призёр чемпионатов мира. Начал кататься в пять лет. Он отличался качественными обязательными фигурами, и нестабильными произвольными программами (исполнял до трех тройных прыжков, на Олимпиаде-72 не справился с ними и занял в этом виде лишь 8-е место). Патрик Пера первым исполнил сальто назад на льду.

## Спортивные достижения
| Чемпионат               | 1964 | 1965 | 1966 | 1967 | 1968 | 1969 | 1970 | 1971 | 1972 |
| Зимние Олимпийские игры | -    | -    | -    | -    | 3    | -    | -    | -    | 3    |
| Чемпионат мира          | 14   | 15   | 6    | 7    | 3    | 3    | -    | 2    | -    |
| Чемпионат Европы        |      | -    | 4    | 4    | 4    | 2    | 2    | -    | 3    |
| Чемпионат Франции       |      | 3    | 1    | 1    | 1    | 1    | 1    | 1    | 1    |